# Warren Green
Warren Everett Green (* 10. März 1869 im Jackson County, Wisconsin; † 27. April 1945 in Watertown, South Dakota) war ein US-amerikanischer Politiker und von 1931 bis 1933 der 13. Gouverneur von South Dakota.

## Frühe Jahre
Im Alter von elf Jahren zog Warren Green mit seinen Eltern in das Hamlin County im damaligen Dakota-Territorium. Im Jahr 1895 begann er in der Nähe des Ortes Hazel als Farmer zu arbeiten. Schon bald wurde er ein prominenter Bürger seiner Heimatstadt. Zwölf Jahre lang war er Vorsitzender des Schulrates in seinem Heimatbezirk. Green war Mitglied der Republikanischen Partei und wurde im Jahr 1906 erstmals in den Senat von South Dakota gewählt. Zwischen 1913 und 1919 war er Mitglied der Gefängnisbehörde (Department of Corrections). In den Jahren 1922 und 1924 gehörte er wieder dem Staatssenat an. Im Jahr 1930 wurde Green zum neuen Gouverneur von South Dakota gewählt.

## Gouverneur von South Dakota
Warren Greens zweijährige Amtszeit begann am 6. Januar 1931. Seine komplette Regierungszeit war von der Weltwirtschaftskrise und ihren Folgen überschattet. Das bedeutete auch in South Dakota Bankenzusammenbrüche, wirtschaftliche Probleme und steigende Arbeitslosigkeit. Die ohnehin von der Krise schwer betroffenen Farmer mussten sich zudem mit einer großen Trockenheit und einer Heuschreckenplage auseinandersetzen. Dadurch wurden große Teile der Ernte vernichtet und die Not stieg weiter an. Daher war es ein vorrangiges Ziel des Gouverneurs, den Farmern durch Vergünstigungen entgegenzukommen. Entsprechende Maßnahmen waren bereits von seinem Vorgänger William J. Bulow in die Wege geleitet worden.
Durch die Wirtschaftskrise war auch die Staatsverschuldung stark angestiegen und der Gouverneur versuchte durch Ausgabenkürzungen das Problem zu lösen. Unter anderem wurden die Gehälter im öffentlichen Dienst um 10 bis 20 % gekürzt. Die Maßnahmen konnten die Probleme letztlich nicht beseitigen, aber etwas mildern. Wie im übrigen Staatsgebiet der Vereinigten Staaten wurden die Folgen der großen Depression erst durch die New-Deal-Politik der Bundesregierung unter Präsident Franklin D. Roosevelt Mitte der 1930er Jahre überwunden. Warren Green bewarb sich im Jahr 1932 um seine Wiederwahl, unterlag aber dem Demokraten Thomas Berry.

## Weiterer Lebenslauf
Nach dem Ende seiner Amtszeit zog sich Green auf seine Farm nach Hazel zurück. Im Jahr 1936 war er Leiter der Delegation South Dakotas auf der Republican National Convention. Warren Green starb im April 1945. Er war mit Elizabeth Jane Parliament verheiratet, mit der er vier Kinder hatte.